# Praça Camerino
A Praça Camerino é um logradouro público, do tipo praça, localizada na cidade de Aracaju, no estado de Sergipe.

## Descrição
Localizada na avenida Barão de Maruim, no centro de Aracaju, a Praça Camerino, uma das mais antigas da cidade, criada pela lei 39 de 11 de Abril de 1951, e cujo nome oficial é Silvio Romero, tornou-se um dos logradouros públicos mais conhecidos e visitados da capital.

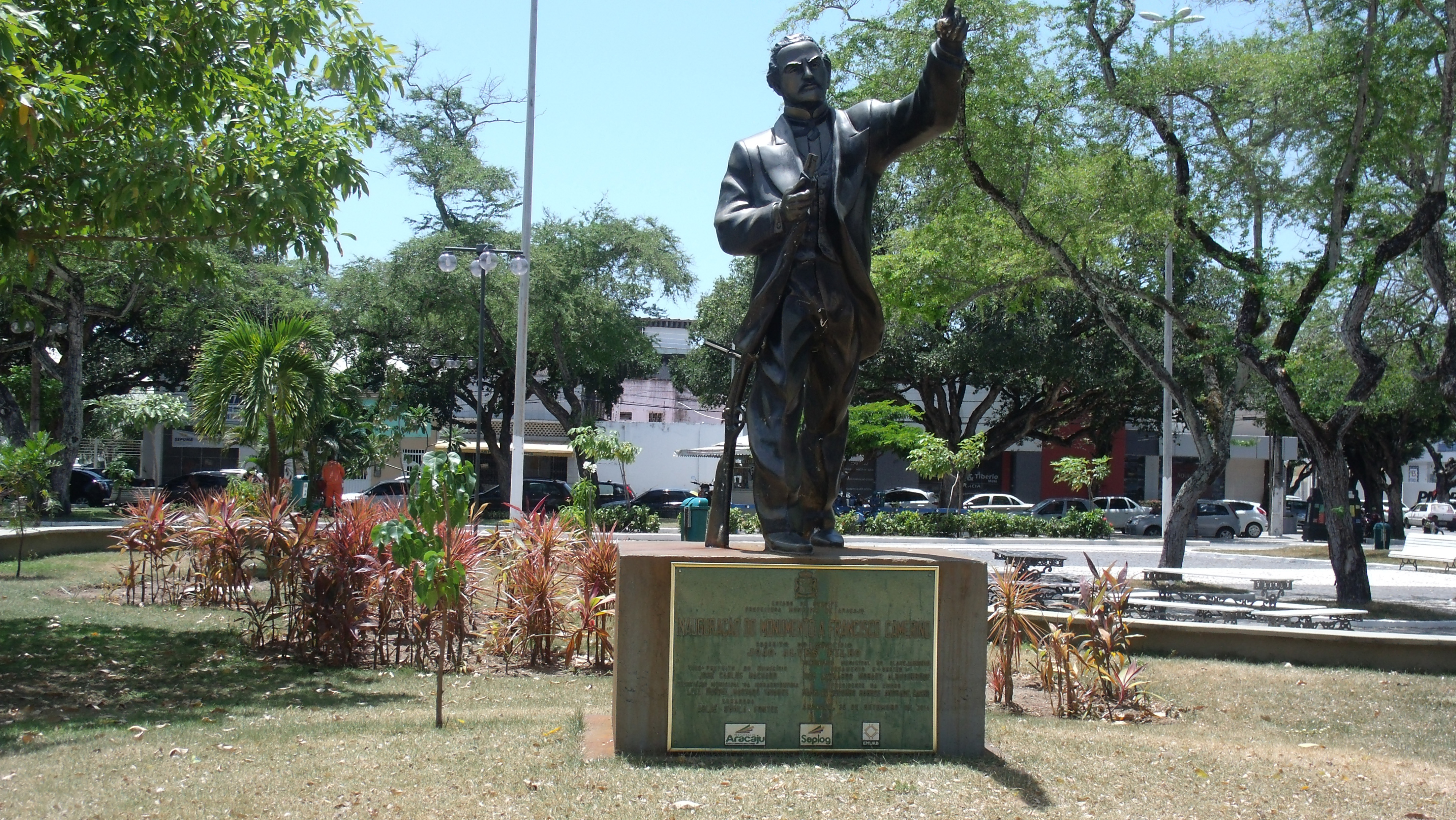
Escultura de Francisco Camerino, que compõe a decoração e o patrimônio da praça que leva o seu nome.

A praça que recebe esse nome em homenagem a Francisco Camerino, herói da guerra do Paraguai, é a primeira da capital com dois espaços de leitura. A praça também é o primeiro espaço público onde coloca-se em prática o projeto Praça mais Segura da Guarda Municipal de Aracaju.
Ao centro da praça está localizado um monumento a Silvio Romero, colocado no ano de 1951, quando se comemorou o centenário do seu nascimento, e em seu entorno a antiga Residência do Dr. Leonardo Gomes de Carvalho Leite, atual sede da Superintendência do Iphan em Sergipe.
Reformada em 2013, em uma obra realizada pela Prefeitura de Aracaju em parceria com o Instituto do Patrimônio Histórico e Arquitetônico Nacional (Iphan) e com recursos do PAC Cidades Históricas do Governo Federal, a praça foi entregue à população no dia 27 de fevereiro de 2014.
Depois de 11 meses em reforma, a nova Praça Camerino conta com espaço para caminhada com todos os requisitos de acessibilidade, iluminação, paisagismo, espaço para eventos com arquibancada e conservação da área verde com plantio de novas árvores.